# Constantina (Rio Grande do Sul)
Constantina é um município brasileiro do estado do Rio Grande do Sul. Sua economia baseia-se no comércio e na agricultura.

## Geografia
É um município que faz parte da Microrregião de Frederico Westphalen. Localiza-se a uma latitude 27º44'05" sul e a uma longitude 52º59'32" oeste, estando a uma altitude de 501 metros.
Possui uma área de 278,54 km² e sua população, segundo o censo demográfico realizado pelo IBGE em 2021, é de 9.903 habitantes.

## Lista de prefeitos
| Nº          | Prefeito                     | Partido       | Mandato   |
| 1           | Selecio de Araujo e Silva    | PTB           | 1959-1962 |
| 2           | Hermeto A. de Araujo e Silva | MDB           | 1969-1972 |
| 3           | Dirceu Bertinatto            | ARENA         | 1973-1976 |
| 4           | Elzeario Fachim              | ARENA         | 1977-1982 |
| 5           | Domingos Giacomini           | PSD           | 1983-1988 |
| 6           | Valter Jose Bonfanti         | PDT           | 1989-1992 |
| 7           | Antoninho Dal Pupu           | PDS           | 1993-1996 |
| 8           | Rui Burille                  | PDS           | 1997-2000 |
| 9           | Francisco Frizzo             | PT            | 2001-2008 |
| 10          | Bráulio Zatti                | PT            | 2009-2012 |
| 11          | Leomar Jose Behn             | Progressistas | 2013-2016 |
| 12          | Gerri Sawaris                | PT            | 2017-2020 |
| 13          | Fidel Menegazzo              | PDT           | 2021-2024 |
| Referência: |                              |               |           |